# Encalypta obtusifolia
Encalypta obtusifolia är en bladmossart som beskrevs av Funck in Bridel 1827. Encalypta obtusifolia ingår i släktet klockmossor, och familjen Encalyptaceae. Inga underarter finns listade i Catalogue of Life.